# Куолаярви (озеро)
Куолаярви — озеро на территории сельского поселения Алакуртти Кандалакшского района Мурманской области.

## Общие сведения
Площадь озера — 7,2 км², площадь водосборного бассейна — 200 км². Располагается на высоте 207,3 метров над уровнем моря.
Форма озера лопастная, продолговатая: вытянуто с северо-запада на юго-восток. Водоём условно разделён на два плёса узким проливом. Берега возвышенные, в основном скалистые.
Через озеро протекает река Куолайоки, которая, протекая через озеро Апаярви, в итоге впадает в реку Тенниёйоки, воды которой, протекая по территории Финляндии, в итоге попадают в Ботнический залив.
В озере расположены два острова: Исосари и Пиккусари.
Через перемычку в центральной части озера проходит трасса 47А-001 («Салла»).
Код объекта в государственном водном реестре — 02020020011102000009419.